# Lampropeltis ruthveni
Lampropeltis ruthveni är en ormart som beskrevs av Blanchard 1920. Lampropeltis ruthveni ingår i släktet kungssnokar, och familjen snokar. IUCN kategoriserar arten globalt som nära hotad. Inga underarter finns listade i Catalogue of Life.
Arten förekommer i bergstrakter i centrala Mexiko. Den vistas i regioner som ligger 1500 till 2250 meter över havet. Området är täckt av blandskog samt delvis av jordbruksmark.